# Ulen (Indiana)
Ulen – miasto w Stanach Zjednoczonych, w stanie Indiana, w hrabstwie Boone.